# Перл-Гарбор (фільм)
«Перл-Гарбор» (англ. Pearl Harbor) — військова мелодрама 2001 року режисера Майкла Бея. Фільм був номінований на премію «Оскар» за найкращу звукорежисуру.

## Сюжет
У 1923 році в штаті Теннессі двоє найкращих друзів, Рейф МакКоулі та Денні Уокер, грають разом у кузові старого біплана, прикидаючись бойовими авіаторами.
У січні 1941 року, коли вирує Друга світова війна, Денні та Рейф є старшими лейтенантами під командуванням майора Джиммі Дуліттла. Дуліттл повідомляє Рейфу, що його прийняли в ескадрилью Eagle (екіпірування RAF для американських пілотів під час Битви за Британію). Медсестра на ім'я Евелін Джонсон проходить медичний огляд Рейфа, попри його дислексію, і вони зав'язують стосунки. Чотири тижні потому Рейф і Евелін, тепер глибоко закохані, насолоджуються вечором танців у нічному клубі, а потім прогулянкою в гавані Нью-Йорка на позиченому поліцейському човні. Рейф шокує Евелін, сказавши, що він приєднався до ескадрильї Eagle і йде наступного дня. Під час місії з перехоплення бомбардування Люфтваффе Рейфа збили над Ла-Маншем і, як вважають, загинули під час бою. Денні та Евелін разом оплакують смерть Рейфа, що породжує роман між ними.
Тим часом Японія готується атакувати Тихоокеанський флот США, вирішивши, що найкращим способом зробити це буде вирішальний удар по військово-морській базі Перл-Харбор.
У ніч на 6 грудня Евелін вражена тим, що біля її дверей стоїть Рейф, який пережив утоплення та наступні місяці в пастці окупованої нацистами Франції. Рейф, у свою чергу, дізнається про роман Денні з Евелін і йде до бару Hula, де його вітають щасливі колеги-пілоти. Денні знаходить п'яного Рейфа в барі з наміром помиритися, але вони сваряться. Коли прибуває військова поліція, вони тікають з місця події, щоб не потрапити в тюрму, і заснути в машині Денні.
Наступного ранку, 7 грудня, Імператорський флот Японії починає атаку на Перл-Харбор. Тихоокеанський флот США серйозно пошкоджений під час раптової атаки, і більшість аеродромів, що обороняються, знищено до того, як вони зможуть запустити винищувачі для захисту гавані. Рейф і Денні злітають на винищувачах P-40 і збивають сім атакуючих літаків. Пізніше вони допомагають у порятунку екіпажу корабля USS Oklahoma, який перекинувся, але запізнюються, щоб врятувати екіпаж знищеного корабля USS Arizona.
Наступного дня президент Франклін Д. Рузвельт виголошує свою промову до нації у День ганьби та вимагає від Конгресу США оголосити стан війни з Японською імперією. Ті, хто вижив, відвідують панахиду, щоб вшанувати численних загиблих. Денні та Рейф обидва призначені мандрувати США під керівництвом Дуліттла, хоча їм не кажуть, чому. Перед тим, як вони пішли, Евелін розповідає Рейфу, що вона вагітна дитиною Денні. Вона має намір залишитися з Денні та присвятити себе йому заради їхньої дитини, але вона клянеться, що завжди любитиме Рейфа.
Денні та Рейф отримали звання капітанів і нагороджені Срібною зіркою за їхні дії в Перл-Харборі, і Дулітл просить їх зголоситися на секретну місію. Протягом наступних трьох місяців Рейф, Денні та інші пілоти тренуються до надкоротких зльотів на спеціально модифікованих бомбардувальниках B-25 Mitchell. У квітні рейдери вирушають до Японії на борту USS Hornet. Їх місія - розбомбити Токіо, після чого вони висадяться в Китаї. Місія успішна, але літаки Рейфа та Денні закінчуються пальним і розбиваються на окупованій Японією території в Китаї. Між рейдерами та японськими наземними військами починається перестрілка, і Денні отримує смертельне поранення, прикриваючи Рейфа, перш ніж групу рятують китайські солдати. Рейф зі сльозами розповідає Денні, що Евелін вагітна дитиною Денні; передсмертно видихаючи, Денні каже Рейфу, що тепер це його дитина.
Після війни Рейф і Евелін, які тепер одружені, відвідують могилу Денні разом із сином Евелін, якого назвали Денні на честь його біологічного батька. Потім Рейф запитує свого пасинка, чи не хоче він полетіти, і вони летять на захід сонця на старому біплані, який колись належав батькові Рейфа.

## У ролях

### Вигадані персонажі
| Актор            | Роль                         |
| ---------------- | ---------------------------- |
| Бен Аффлек       | лейтенант Рейф Маккуолі      |
| Джош Гартнетт    | лейтенант Денні Вокер        |
| Кейт Бекінсейл   | медсестра Евелін Джонсон     |
| Том Сайзмор      | сержант Ерл Сістен           |
| Джеймі Кінг      | медсестра Бетті              |
| Дженніфер Гарнер | медсестра Сандра             |
| Юен Бремнер      | лейтенант Ред Вінкл          |
| Майкл Шеннон     | лейтенант Гуз Вуд            |
| Меттью Девіс     | другий лейтенант Джо         |
| Ден Екройд       | капітан Гарольд Турман       |
| Кім Коутс        | лейтенант Джек Річардс       |
| Сара Рю          | медсестра Марта              |
| Вільям Фіхтнер   | містер Волкер батько Денні   |
| Стів Ранкін      | містер Маккуолі батько Рейфа |
| Джон Фудзіока    | генерал Нішікура             |
| Шон Ганн         | матрос                       |
| Санґ Канґ        | японський перекладач         |

### Історичні персонажі
| Актор               | Роль                                   |
| ------------------- | -------------------------------------- |
| Джон Войт           | Президент США Франклін Делано Рузвельт |
| Куба Гудінг мол.    | матрос Доріс Міллер                    |
| Колм Фіоре          | адмірал Газбенд Кіммел                 |
| Мако Івамацу        | адмірал Ісороку Ямамото                |
| Алек Болдвін        | майор Джеймс Дуліттл                   |
| Кері-Хіроюкі Тагава | капітан Мінору Генда                   |
| Скотт Вілсон        | генерал Джордж Маршалл                 |
| Грем Беккель        | адмірал Честер Німіц                   |
| Томас Арана         | контрадмірал Френк Джек Флетчер        |
| Пітер Ферт          | капітан Мервін Бенніон                 |
| Гленн Моршоуер      | віцеадмірал Вільям Голсі               |
| Медісон Мейсон      | адмірал Реймонд Спрюенс                |
| Сет Сакай           | шпигун Такео Йосікава                  |

## Нагороди та номінації
| Рік  | Нагорода                | Категорія                 | Номінант                                           | Результат |
| ---- | ----------------------- | ------------------------- | -------------------------------------------------- | --------- |
| 2002 | Премія «Оскар»          | Найкраща пісня до фільму  | «There You'll Be» — музика та слова: Дайан Воррен  | Номінація |
| 2002 | Премія «Оскар»          | Найкращий звук            | Кевін О'Коннелл, Грег П. Расселл, Пітер Дж. Девлін | Номінація |
| 2002 | Премія «Оскар»          | Найкращий звуковий монтаж | Джордж Воттерс II, Крістофер Бойс                  | Перемога  |
| 2002 | Премія «Оскар»          | Найкращі візуальні ефекти | Ерік Бревіг, Джон Фрейз'єр, Ед Гірш, Бен Сноу      | Номінація |
| 2002 | Премія «Золотий глобус» | Найкраща пісня до фільму  | «There You'll Be» — музика та слова: Дайан Воррен  | Номінація |
| 2002 | Премія «Золотий глобус» | Найкраща музика до фільму | Ганс Циммер                                        | Номінація |